# Un peu d'amour et d'amitié
Un peu d'amour et d'amitié est une chanson composée et interprétée par Gilbert Bécaud en 1972 sur un texte du poète Louis Amade.
Sorti originellement en 45 tours, ce titre va permettre à Gilbert Bécaud de connaître son seul classement dans les Charts anglais en tant qu'interprète, grâce à l'adaptation de Marcel Stellman. A Little Love and Understanding se classe n°10 du U.K. Singles Chart en mars 1973.
Encouragé par ce succès, Bécaud fait adapter le titre dans d'autres langues et l'interprète lui-même. En Allemagne, Ein bißchen Glück und Zärtlichkeit atteint la 47ème position en février 1974. Il la chante également en espagnol (Un poco de Amor y Amistad).
Il existe une version italienne par Piero Cotto (it), Un po' d'amore e d'amicizia.
La chanson sera reprise en 2014 par Salvatore Adamo sur son album Adamo chante Bécaud.